# Rząd Tadeusza Mazowieckiego
Rząd Tadeusza Mazowieckiego – Rada Ministrów pod kierownictwem premiera Tadeusza Mazowieckiego, powołany przez Sejm 12 września 1989 i zastąpiony przez rząd Jana Krzysztofa Bieleckiego na początku 1991 roku.

## Geneza
Ustalenia Okrągłego Stołu nie przewidywały powołania rządu przez NSZZ „Solidarność”. Postulat taki został rozpowszechniony później, w artykule Adama Michnika Wasz prezydent, nasz premier z 3 lipca 1989, w reakcji na miażdżące zwycięstwo opozycji w pierwszych częściowo wolnych wyborach.
W sierpniu 1989 doszło do nieudanej próby stworzenia rządu przez Czesława Kiszczaka w ramach dotychczasowej koalicji PZPR-ZSL-SD, ewentualnie rozszerzonej o Solidarność. Na udziale tej ostatniej w nowym rządzie zależało dotychczasowym władzom ze względu na chęć podzielania się odpowiedzialnością za kosztowne społecznie reformy. Solidarności trudno było zaś po de facto wygranych przez nią czerwcowych wyborach zawrzeć otwartą koalicję z PZPR.
Nowa perspektywa powołania rządu pojawiła się w dniu 17 sierpnia 1989, gdy Lech Wałęsa wraz z Romanem Malinowskim i Jerzym Jóźwiakiem ogłosili publicznie przed Pałacem Myślewickim zawiązanie koalicji Solidarności z ZSL i SD. Wcześniej tego samego dnia przedstawiciele trzech umawiających się stron spotkali się w Belwederze z prezydentem Wojciechem Jaruzelskim i ustępującym premierem Czesławem Kiszczakiem, którzy poparli zawarcie nowej koalicji. PZPR formalnie nie weszła w jej skład, ale poparła jej idee i zagwarantowała dla siebie teki ministrów spraw wewnętrznych oraz obrony, a następnie głosowała w Sejmie za kandydaturą Tadeusza Mazowieckiego na premiera i przedstawionym przez niego składem Rady Ministrów. W efekcie pozostająca teoretycznie poza koalicją rządową PZPR uzyskała w nowym rządzie cztery teki ministerialne, a więc więcej niż wchodzące w skład koalicji SD oraz tyle samo, co uczestniczące w niej ZSL.
24 sierpnia 1989 na wniosek prezydenta Wojciecha Jaruzelskiego Sejm PRL X kadencji (tzw. Sejm kontraktowy) wybrał na premiera Tadeusza Mazowieckiego (za głosowało 378 posłów, 4 było przeciwko, a 41 wstrzymało się od głosu), powierzając mu misję tworzenia nowego rządu. W głosowaniu 12 września 1989 zatwierdzającym pierwotny skład Rady Ministrów udział wzięło 415 posłów, z których 402 poparło nowy gabinet, zaś 13 wstrzymało się od głosu. Głosów przeciwnych nie oddano.
Rząd Tadeusza Mazowieckiego złożył dymisję 25 listopada 1990, nazajutrz po porażce Tadeusza Mazowieckiego w wyborach prezydenckich. Sejm przyjął dymisję rządu 14 grudnia 1990. 22 grudnia 1990 zakończył działalność ostatni rząd emigracyjny, który uznał rząd Tadeusza Mazowieckiego za prawowity rząd Polski. Rada Ministrów pełniła swoje obowiązki do czasu powołania rządu Jana Krzysztofa Bieleckiego 12 stycznia 1991, a sam premier Tadeusz Mazowiecki do 4 stycznia 1991, kiedy to Sejm powołał na premiera Jana Krzysztofa Bieleckiego i powierzył mu misję tworzenia nowego gabinetu.

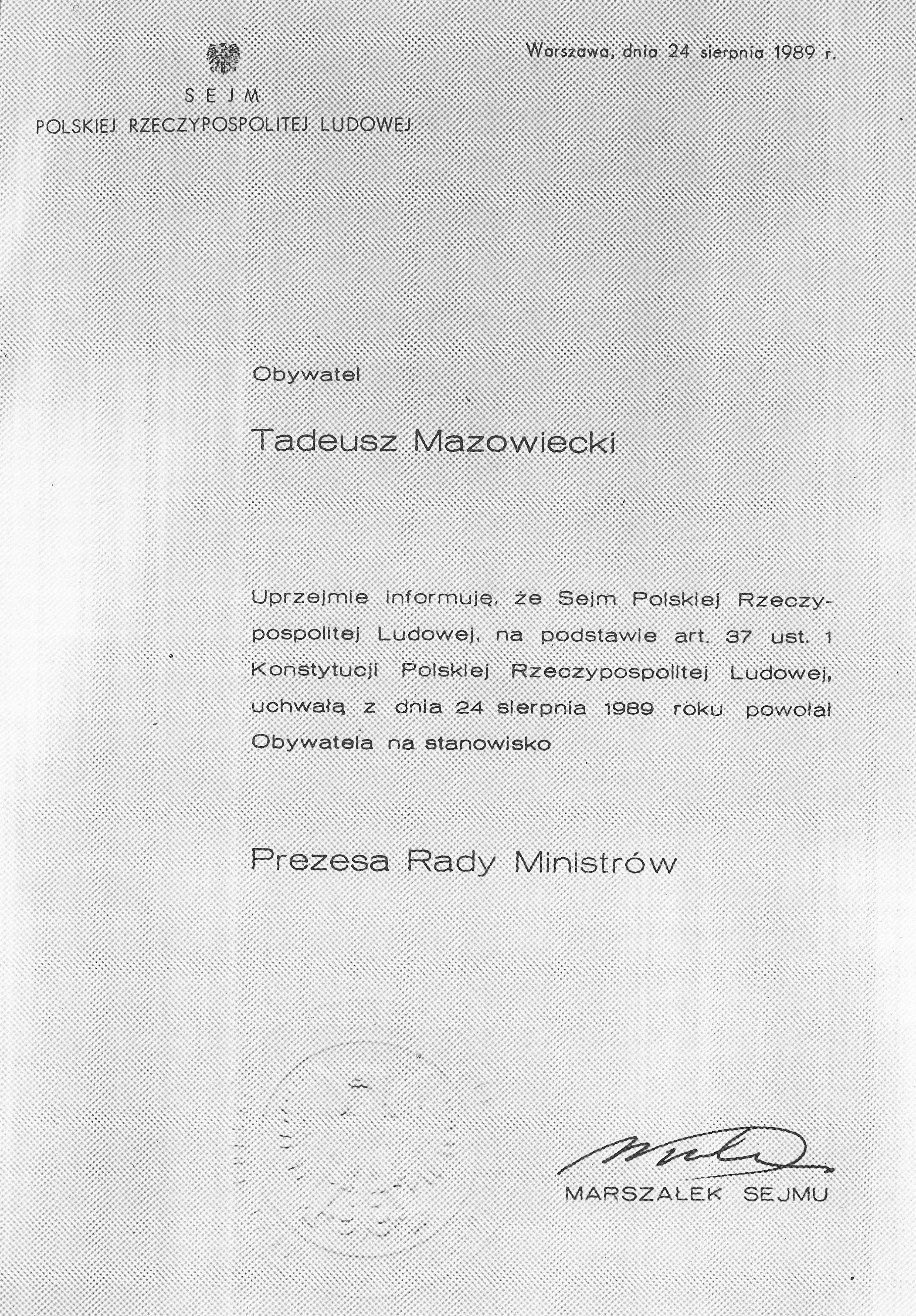
Akt powołania przez Sejm X kadencji Tadeusza Mazowieckiego na stanowisko Prezesa Rady Ministrów
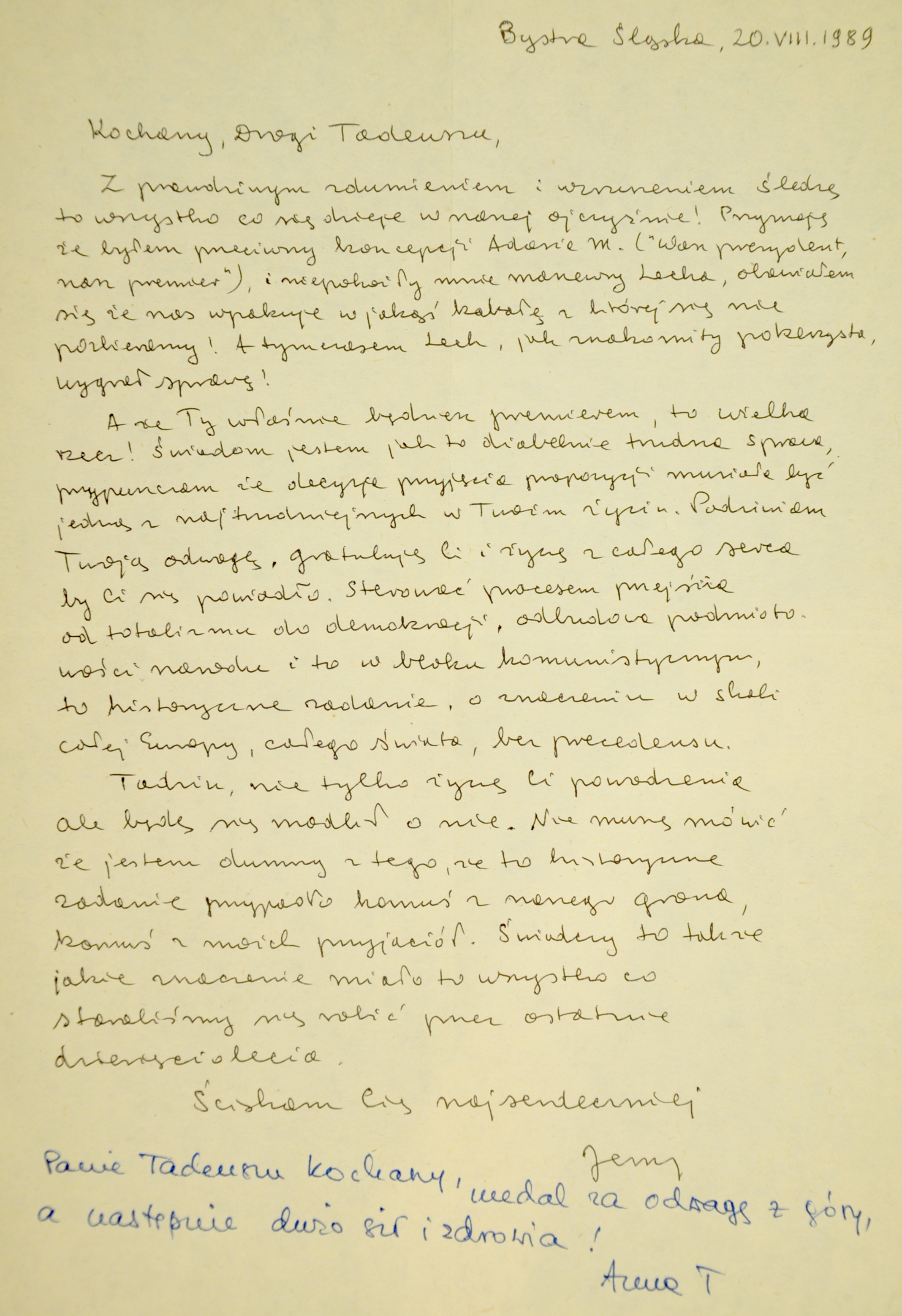
List gratulacyjny Jerzego Turowicza do Tadeusza Mazowieckiego

## Rada Ministrów Tadeusza Mazowieckiego (1989–1991)
| Funkcja                                                          | Imię i nazwisko               | Imię i nazwisko               | Czas pełnienia funkcji | Czas pełnienia funkcji    |
| Funkcja                                                          | Imię i nazwisko               | Imię i nazwisko               | Od                     | Do                        |
| ---------------------------------------------------------------- | ----------------------------- | ----------------------------- | ---------------------- | ------------------------- |
| Prezes Rady Ministrów                                            |                               | Tadeusz Mazowiecki (UD)       | 24 sierpnia 1989(dts)  | 4 stycznia 1991(dts)      |
| Wiceprezes Rady Ministrów                                        |                               | Leszek Balcerowicz            | 12 września 1989(dts)  | 12 stycznia 1991(dts)     |
| Minister finansów                                                | 12 września 1989(dts)         | Leszek Balcerowicz            | 12 stycznia 1991(dts)  |                           |
| Wiceprezes Rady Ministrów                                        |                               | Czesław Janicki (PSL)         | 12 września 1989(dts)  | 6 lipca 1990(dts)         |
| Minister rolnictwa i gospodarki żywnościowej                     | 12 września 1989(dts)         | Czesław Janicki (PSL)         | 6 lipca 1990(dts)      |                           |
| Wiceprezes Rady Ministrów                                        |                               | Jan Janowski (SD)             | 12 września 1989(dts)  | 12 stycznia 1991(dts)     |
| Minister-kierownik Urzędu Postępu Naukowo-Technicznego i Wdrożeń | 12 września 1989(dts)         | Jan Janowski (SD)             | 12 stycznia 1991(dts)  |                           |
| Wiceprezes Rady Ministrów                                        |                               | Czesław Kiszczak              | 12 września 1989(dts)  | 6 lipca 1990(dts)         |
| Minister spraw wewnętrznych                                      | 12 września 1989(dts)         | Czesław Kiszczak              | 6 lipca 1990(dts)      |                           |
| Minister-szef Urzędu Rady Ministrów                              |                               | Jacek Ambroziak (UD)          | 12 września 1989(dts)  | 12 stycznia 1991(dts)     |
| Minister-członek Rady Ministrów                                  |                               | Artur Balazs                  | 12 września 1989(dts)  | 12 stycznia 1991(dts)     |
| Minister sprawiedliwości                                         |                               | Aleksander Bentkowski (PSL)   | 12 września 1989(dts)  | 12 stycznia 1991(dts)     |
| Minister kultury i sztuki                                        |                               | Izabella Cywińska             | 12 września 1989(dts)  | 12 stycznia 1991(dts)     |
| Minister-członek Rady Ministrów                                  |                               | Aleksander Hall (FPD)         | 12 września 1989(dts)  | 12 października 1990(dts) |
| Minister ochrony środowiska, zasobów naturalnych i leśnictwa     |                               | Bronisław Kamiński (PSL)      | 12 września 1989(dts)  | 12 stycznia 1991(dts)     |
| Minister zdrowia i opieki społecznej                             | Andrzej Kosiniak-Kamysz (PSL) | 12 września 1989(dts)         | 12 stycznia 1991(dts)  |                           |
| Minister-członek Rady Ministrów                                  |                               | Marek Kucharski (SD)          | 12 września 1989(dts)  | 20 grudnia 1989(dts)      |
| Minister łączności                                               | 20 grudnia 1989(dts)          | Marek Kucharski (SD)          | 14 września 1990(dts)  |                           |
| Minister pracy i polityki socjalnej                              |                               | Jacek Kuroń (ROAD)            | 12 września 1989(dts)  | 12 stycznia 1991(dts)     |
| Minister rynku wewnętrznego                                      |                               | Aleksander Mackiewicz (SD)    | 12 września 1989(dts)  | 12 stycznia 1991(dts)     |
| Minister-kierownik Centralnego Urzędu Planowania                 |                               | Epaminondas Osiatyński (ROAD) | 12 września 1989(dts)  | 12 stycznia 1991(dts)     |
| Minister gospodarki przestrzennej i budownictwa                  |                               | Aleksander Paszyński (UD)     | 12 września 1989(dts)  | 12 stycznia 1991(dts)     |
| Minister edukacji narodowej                                      |                               | Henryk Samsonowicz            | 12 września 1989(dts)  | 12 stycznia 1991(dts)     |
| Minister obrony narodowej                                        | Florian Siwicki               | 12 września 1989(dts)         | 6 lipca 1990(dts)      |                           |
| Minister spraw zagranicznych                                     | Krzysztof Skubiszewski        | 12 września 1989(dts)         | 12 stycznia 1991(dts)  |                           |
| Minister przemysłu                                               |                               | Tadeusz Syryjczyk (FPD)       | 12 września 1989(dts)  | 12 stycznia 1991(dts)     |
| Minister współpracy gospodarczej z zagranicą                     |                               | Marcin Święcicki (UD)         | 12 września 1989(dts)  | 12 stycznia 1991(dts)     |
| Minister-członek Rady Ministrów                                  | Witold Trzeciakowski (UD)     | 12 września 1989(dts)         | 12 stycznia 1991(dts)  |                           |
| Minister transportu i gospodarki morskiej                        |                               | Franciszek Wielądek (SdRP)    | 12 września 1989(dts)  | 6 lipca 1990(dts)         |
| Minister obrony narodowej                                        |                               | Piotr Kołodziejczyk           | 6 lipca 1990(dts)      | 12 stycznia 1991(dts)     |
| Minister spraw wewnętrznych                                      | Krzysztof Kozłowski           | 6 lipca 1990(dts)             | 12 stycznia 1991(dts)  |                           |
| Minister transportu i gospodarki morskiej                        | Ewaryst Waligórski            | 6 lipca 1990(dts)             | 12 stycznia 1991(dts)  |                           |
| Minister rolnictwa i gospodarki żywnościowej                     | Janusz Byliński               | 14 września 1990(dts)         | 12 stycznia 1991(dts)  |                           |
| Minister przekształceń własnościowych                            |                               | Marian Kuczyński (UD)         | 14 września 1990(dts)  | 12 stycznia 1991(dts)     |
| Minister łączności                                               |                               | Jerzy Slezak (SD)             | 14 września 1990(dts)  | 12 stycznia 1991(dts)     |

## W dniu zaprzysiężenia 12 września 1989
- Tadeusz Mazowiecki („Solidarność”) – prezes Rady Ministrów
- Leszek Balcerowicz („Solidarność”) – wiceprezes Rady Ministrów, minister finansów
- Czesław Janicki (ZSL) – wiceprezes Rady Ministrów, minister rolnictwa, gospodarki żywnościowej i leśnictwa
- Jan Janowski (SD) – wiceprezes Rady Ministrów, minister-kierownik Urzędu Postępu Naukowo-Technicznego i Wdrożeń
- Czesław Kiszczak (PZPR) – wiceprezes Rady Ministrów, minister spraw wewnętrznych
- Jacek Ambroziak („Solidarność”) – minister-szef Urzędu Rady Ministrów
- Artur Balazs („Solidarność”) – minister-członek Rady Ministrów
- Aleksander Bentkowski (ZSL) – minister sprawiedliwości
- Maria Cywińska-Michałowska („Solidarność”) – minister kultury i sztuki
- Aleksander Hall („Solidarność”) – minister-członek Rady Ministrów
- Bronisław Kamiński (ZSL) – minister ochrony środowiska i zasobów naturalnych
- Andrzej Kosiniak-Kamysz (ZSL) – minister zdrowia i opieki społecznej
- Marek Kucharski (SD) – minister-członek Rady Ministrów
- Jacek Kuroń („Solidarność”) – minister pracy i polityki socjalnej
- Aleksander Mackiewicz (SD) – minister rynku wewnętrznego
- Epaminondas Osiatyński („Solidarność”) – minister-kierownik Centralnego Urzędu Planowania
- Aleksander Paszyński („Solidarność”) – minister gospodarki przestrzennej i budownictwa
- Henryk Samsonowicz („Solidarność”) – minister edukacji narodowej
- Florian Siwicki (PZPR) – minister obrony narodowej
- Krzysztof Skubiszewski (niezależny) – minister spraw zagranicznych
- Tadeusz Syryjczyk („Solidarność”) – minister przemysłu
- Marcin Święcicki (PZPR) – minister współpracy gospodarczej z zagranicą
- Witold Trzeciakowski („Solidarność”) – minister-członek Rady Ministrów
- Franciszek Wielądek (PZPR) – minister transportu, żeglugi i łączności